# Ernst Wilhelm Stibolt
Ernst Wilhelm Stibolt (Christiansø, 14 febbraio 1741 – Copenaghen, 29 febbraio 1796) è stato un ingegnere e militare danese, che durante la sua carriera di capo costruttore navale (Fabrikmester) fu responsabile della realizzazione di 39 navi di vari tipi, comprese quattro navi di linea, cinque fregate, e altre unità minori, e 37 unità più piccole.

## Biografia

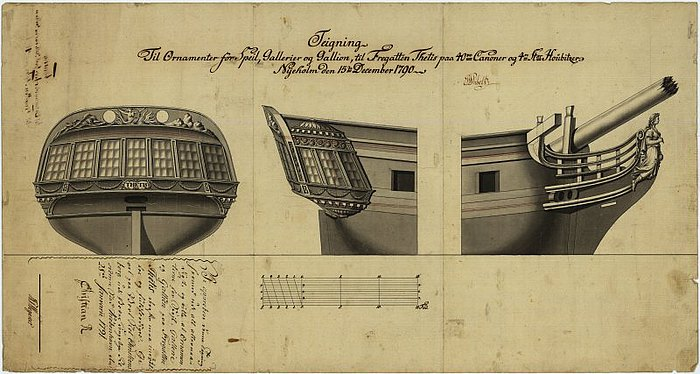
Disegni elaborati da Stibolt relativi alla fregata Thetis del 1790

Nacque a Christiansø il 14 febbraio 1741, figlio di Caspar Henrik (3 settembre 1692 - 9 marzo 1779), allora comandante della piazza, e Cathrina Von Harrasoffski (4 agosto 1711 - 24 giugno 1782). Arruolatosi nella marina danese nel 1760, divenne cadetto nel 1762 e sottotenente il 24 febbraio 1763. Subito dopo la nomina a ufficiale fu assegnato alla formazione come costruttore navale sotto l'allora capo del servizio (Fabrikmester) Frederik Michael Krabbe e venne impiegato come studente insegnante nella Commissione per le costruzioni navali. Nel 1768, insieme a Henrik Gerner, intraprese un viaggio di studio in Inghilterra, Francia e Paesi Bassi, rientrando in Patria nel novembre 1773 per divenire, nel marzo 1774, docente di costruzione navale presso il collegio dei cadetti navali, e un membro della Commissione per le costruzioni navali. Sempre nel 1774 intraprese un viaggio a Christiansø, Frederiksværn e Trosvig (vicino a Frederikstad sul fiordo di Oslo), con l'obiettivo di pianificare i miglioramenti da apportare a quei porti.
Poco tempo dopo produsse i progetti per due chiatte per il dragaggio, che dovevano lavorare a Christiansand. Promosso tenente capitano nel 1776, divenne secondo in comando del vascello Mars e membro della Regia accademia danese di scienze e lettere. Rimasto senza prospettive per un'ulteriore promozione in campo tecnico dopo la nomina a Fabrikmester di Gerner,  nel 1778 chiese, ed ottenne, il permesso di entrare al servizio di una potenza straniera, la Francia, che a quel tempo era impegnata nelle ostilità con la Gran Bretagna durante la guerra d'indipendenza americana (1775-1783). Prestò servizio sotto gli ammiragli Latouche-Tréville e de Grasse, e insieme a Lorentz Fisker, partecipò a diverse battaglie navali e fu decorato con l'Institution du Mérite militaire. Durante il suo servizio nella marine royale navigò sui vascelli Neptune e Ville de Paris (nave ammiraglia, sulla fregata La Concorde, ed incontrò George Washington in occasione dell'assedio di Yorktown nel 1781, anno in cui fu promosso kaptajn. Con un'ottima raccomandazione firmata da de Grasse, con il quale rimase sempre in rapporti amichevoli, e con una pensione annua elargita della corona francese, ritornò a casa il 19 settembre 1782 e fu qui nominato aiutante generale del re il 5 novembre 1783. Produsse ulteriori rapporti sui lavori di difesa a Christiansø e fu anche coinvolto nella costruzione di alcune navi (compresa la fregata di difesa "inaffondabile" Hjælperen, che doveva prendere parte alla battaglia di Copenaghen del 1801), ma la sua carriera fu oscurata da alcune controversie con il Fabrikmester Henrik Gerner, che era considerato il migliore. Anche le successive controversie con l'allievo di Gerner (e poi maestro costruttore navale) Frantz Hohlenberg influirono negativamente sulla salute di Stibolt.
Con la morte di Gerner nel 1787, Stibolt fu nominato capo costruttore navale ad interim della marina danese nel 1788, una posizione che fu definitivamente confermata nel 1790 con la promozione a comandante. Nel 1791 sposò la signorina Kirsten Güldencrone Kaas, sorella del contrammiraglio Ulrik Christian Kaas.
Progettò circa 39 navi di vari tipi, comprese quattro navi di linea, cinque fregate, e altre unità minori, e 37 unità più piccole. Più navi, in particolare brigantini, furono costruite su progetto di Stibolt molto tempo dopo la sua morte.

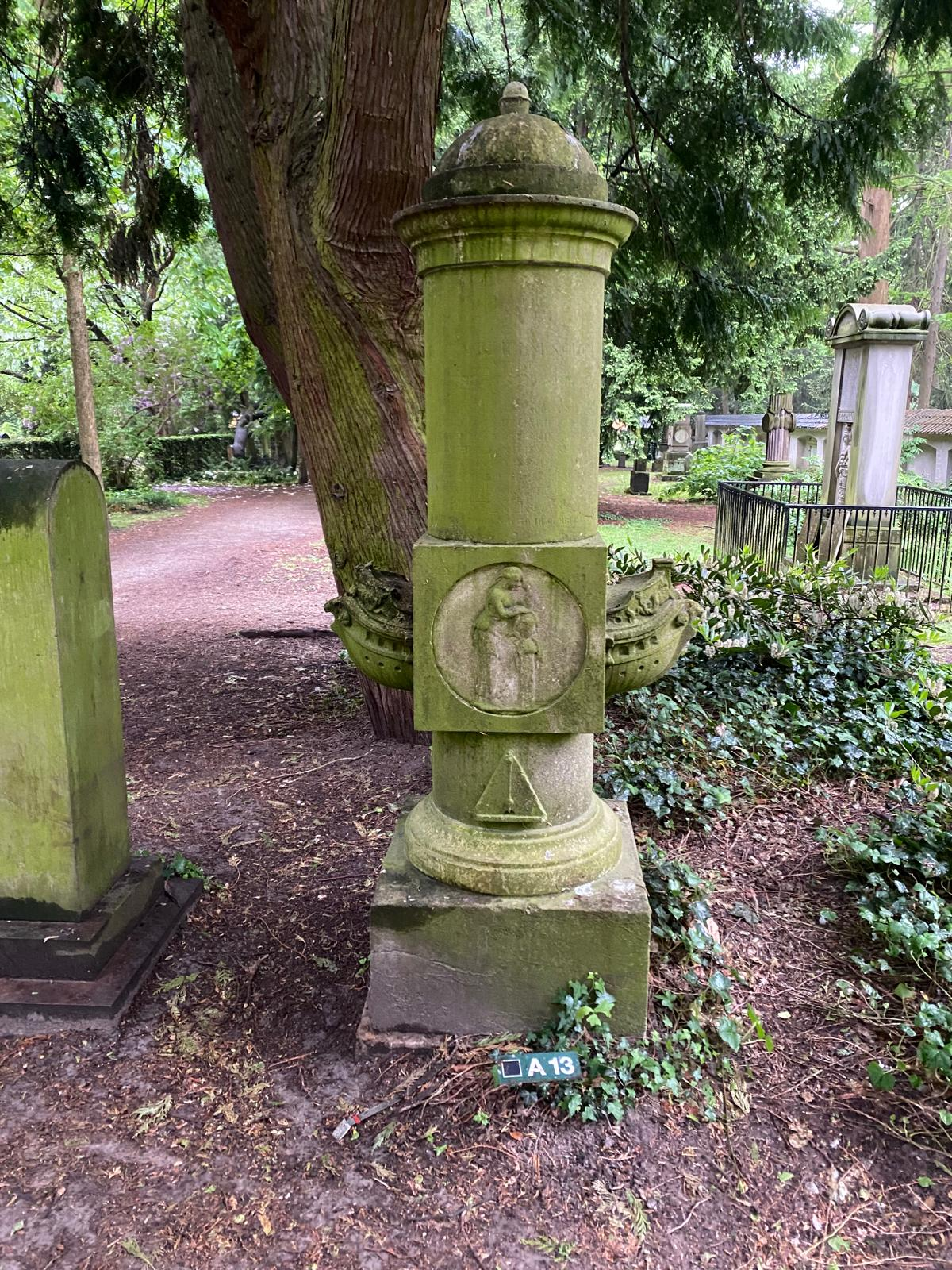
Tomba di Stibolt nel cimitero di Assistens

All'inizio del 1796, soffrendo di "debolezza e una profonda malinconia", si dimise dall'incarico di capo costruttore e poco tempo dopo, il 29 febbraio dello stesso anno, si suicidò saltando dalla finestra nel suo appartamento a Toldbodvejen. È sepolto nel cimitero di Assistens (Copenaghen).
Molto tempo dopo la sua morte venne utilizzato uno dei suoi progetti per costruire una nuova nave di linea impostata l'anno successivo alla battaglia di Copenaghen del 1807, varata nel 1810  e completata nel corso del 1813. Questo vascello fu appropriatamente denominato Phoenix.

### Annotazioni
1. ↑  La coppia ebbe sedici figli, sei dei quali divennero ufficiali di marina.

### Fonti
1. ↑  Topsøe-Jensen 1935, Vol.2, p. 554.
2. 1 2 3 4  Tree Decks.
3. 1 2 3 4 5 6 7 8  Topsøe-Jensen 1935, Vol.2, p. 555.
4. 1 2  Runeberg.
5. 1 2 3  Topsøe-Jensen 1935, Vol.2, p. 556.
6. 1 2 3 4 5 6 7  Topsøe-Jensen 1935, Vol.2, p. 557.